# Victor Lemoine (rose)
'Victor Lemoine' est un cultivar de rosier obtenu en 1888 par le rosiériste français Louis Lévêque. Il rend hommage à un fameux pépiniériste de l'époque, Victor Lemoine (1823-1911).

## Description
Il s'agit d'un hybride remontant présentant un buisson au feuillage dense et vert anglais pouvant atteindre 120 cm. Ses fleurs sont grosses (10 cm), pleines et doubles (17-25 pétales) en forme de coupe. Elles sont de couleur rouge franc avec des nuances plus foncées, d'un coloris plus pâle au fur et à mesure. La floraison est légèrement remontante. Cette variété résiste à des températures hivernales de -15° C/-20° C. 
Ce rosier était à la mode à la belle époque. On peut l'admirer notamment à la roseraie de Sangerhausen en Allemagne.  